# Portrait de guerrier avec son écuyer
Le Portrait de guerrier avec son écuyer, ou Guerrier et écuyer (surnommé autrefois Gattamelata) est une peinture à l'huile sur toile (90 × 73 cm) attribuée à Giorgione ou à un artiste non précisé de l'école vénitienne, datable d'environ 1502-1510 et conservée au musée des Offices à Florence.

## Histoire
L'œuvre est arrivée à Florence en 1821, dans le cadre d'un échange avec la Galerie impériale de Vienne, aujourd'hui Kunsthistorisches Museum. Auparavant, elle était inscrite dans les inventaires de 1718 du château de Prague  avec attribution à l'école du Titien.
Comme la plupart des œuvres se référant à Giorgione, les critiques sont en désaccord sur l'attribution ou la datation, qui oscille entre 1500 et 1510, l'année de la mort du peintre.
À son arrivée à Florence, le tableau était déjà attribué à Giorgione, attribution confirmée dans l'inventaire de 1825. L'attribution a ensuite été remise en question, ainsi que l'identification, sans aucune approbation scientifique, avec Erasmo da Narni, dit Gattamelata (d'ou son surnom). Roberto Longhi (1946) reprend la traditionnelle affectation à Giorgione, confirmée avec des réserves par Salvini (1954) et démentie par Zampetti (1968), qui parle d'une copie d'un original perdu de Giorgione. D'autres ont mentionné les noms des collaborateurs et adeptes de Giorgione tels que Paolo Morando, Francesco Morone ou Giovanni Francesco Caroto. Le nom de Romanino a également été mentionné en raison du coloris métallique.
La datation à environ 1502-1505 mettrait la toile en relation avec la présence éventuelle de Giorgione à la cour de Caterina Cornaro, la reine évincée de Chypre, qui avait rassemblé autour d'elle à Asolo un cercle exclusif d'intellectuels et d'artistes. L'intonation mélancolique de l'œuvre nous a en effet fait penser à un lien avec les discussions sur l'amour des Asolani de Pietro Bembo, publiées en 1505, mais faisant l'objet d'un processus plus long.
Il existe une copie de l'œuvre à Rome, dans la collection Gattamelata, et une du XIXe siècle au Palazzo Comunale de Narni
L'œuvre a été restaurée en 1990 et à cette occasion une attribution à la phase tardive de Giorgione est revenue au premier plan, tandis que l'hypothèse selon laquelle il s'agissait d'une copie d'un original perdu paraissait moins probable que jamais.

## Description et style
Le portrait est composé comme une petite scène de genre, anticipant un goût purement du XVIIe siècle : le guerrier porte une armure brunie et tient une épée à deux mains en position verticale, appuyé contre un parapet, élément typique des demi-portraits, où se trouvent une cape scintillante avec une visière à soufflet, une masse et des éperons de chevalier. Derrière l'homme d'armes se trouve un adolescent - un page qui est aussi son écuyer - tenant une lance, de profil, vêtu d'une robe rouge vif, d'une collerette d'armure et d'un bonnet blanc. Le garçon, comme on peut facilement voir, se tourne vers son seigneur pour lui communiquer quelque chose oralement ; le guerrier lui prête attention mais sans le scruter, regardant plutôt vers le spectateur avec un froncement de sourcils mélancolique.
Si l'identification traditionnelle avec Gattamelata (décédé en 1443) s'est estompée, le nom du commandant Bartolomeo d'Alviano, chef des troupes vénitiennes lors de la victoire contre l'empereur Maximilien Ier à Cadore en 1508, a été avancé comme modèle possible.